# Běh na 50 metrů
Běh na 50 metrů je nejkratším oficiálně běhaným sprintem v hale. Jde o vzácně běhanou distanci, na které obvykle dominují sprinteři, běhající delší sprinty na 60 metrů v hale a na 100 a 200 metrů venku. Rekordní časy jsou obvykle běhány v halových podmínkách v průběhu ledna až března, a to spolu s nejlepšími časy na delší halové trati 60 metrů.

## Světové rekordy
Světový rekord na této netradiční trati drží v mužské kategorii Kanaďan Donovan Bailey, který v roce 1996 zaběhl "padesátku" za 5,56 sekundy. Neoficiálně zaběhl o tři roky později stejný čas také Američan Maurice Greene. Nicméně ještě rychlejší byl v roce 2009 Jamajčan Usain Bolt, který jako mezičas na trati 100 metrů běžel při světovém rekordu 9,58 s. padesátým metrem trati za 5,47 sekundy. Nejrychlejší dosud zaznamenaný mezičas měl však čínský sprinter Bingtian Su, který při finále LOH 2020 v Tokiu proběhl 50. metrem trati v elektronicky měřeném mezičasu 5,45 sekundy.
Mezi ženami je světovou rekordmankou od roku 1995 Ruska Irina Privalovová, která při běhu na 60 metrů zaznamenala mezičas 5,96 sekundy, jediný dosud zaznamenaný oficiální čas ženy pod 6 sekund. V roce 1999 nicméně Američanka Marion Jonesová zaznamenala při venkovním běhu na 100 metrů rychlejší mezičas na 50. metru 5,93 sekundy.
Průměrná rychlost při světových rekordech (oficiálních) činí 8,99 m/s (32,37 km/h) u mužského, u ženského pak 8,39 m/s (30,20 km/h).